# Fitjar (localidad)
Fitjarⓘ es el centro administrativo del municipio homónimo en la provincia de Hordaland, Noruega. Se ubica en la costa noroeste de la isla de Stord, en el sur de la bahía de Fitjarvika, una ramificación del Selbjørnsfjorden. Un gran grupo de islas se encuentran justo al lado de la costa hacia el oeste. En 2013 tenía 1472 habitantes repartidos en 1,33 km², dando una densidad de 1107 hab/km². La iglesia de Fitjar tiene su sede en el pueblo. La batalla de Fitjar tuvo lugar aquí en el año 961.

## Nombre
La villa (y municipalidad) obtienen su nombre de la antigua granja "Fitjar", dado que la primera Iglesia Fitjar fue construida en el lugar. El nombre es la forma plural de "fit" que significa "prado vigoroso". Antes de 1990, el nombre se escribía "Fitje".